# Danyi N'Digbé
Danyi N'Digbé est un village situé dans la région des Plateaux au Togo, à proximité de la ville de Kpalimé. Il est connu pour sa beauté naturelle, ses montagnes environnantes et ses activités agricoles. Le village fait partie de la commune de[Quoi ?] et se distingue par son engagement dans le développement local et les initiatives communautaires.

## Géographie
Danyi N'Digbé se trouve à une altitude moyenne de [Quoi ?]. Il bénéficie d'un climat tropical chaud et humide, avec des températures variant entre 24°C et 29°C en moyenne. La région est caractérisée par des paysages pittoresques, incluant des montagnes et des chutes d'eau proches telles que les chutes de Wli.

## Histoire
Le village a une riche histoire, marquée par la culture du cacao, du café, et des produits agricoles. Au fil des années, Danyi N'Digbé a connu un développement en matière d'infrastructures et de services communautaires,.

## Économie
L'économie de Danyi N'Digbé repose sur l'agriculture, avec une production notable de cultures telles que le cacao et le café. La région bénéficie également de projets communautaires visant à améliorer la vie des habitants, comme des programmes de distribution de moustiquaires pour lutter contre le paludisme.